# Sukanegeri Jaya
Sukanegeri Jaya is een bestuurslaag in het regentschap Tanggamus van de provincie Lampung, Indonesië. Sukanegeri Jaya telt 726 inwoners (volkstelling 2010).